# Estisch basketbalteam (mannen)
Het Estisch nationaal basketbalteam is een team van basketballers dat Estland vertegenwoordigt in internationale wedstrijden. De Estische basketbalbond, Eesti Korvpalliliit, is verantwoordelijk voor dit team. 
Het Estisch nationaal basketbalteam heeft in totaal deelgenomen aan vijf grote basketbaltoernooien. In 1936 deed Estland mee aan de Olympische Spelen van dat jaar. Het land heeft zich verder geplaatst voor vier edities van de Eurobasket: Eurobasket 1937, Eurobasket 1939, Eurobasket 1993 en Eurobasket 2001. Van de drie Baltische landen is Estland het minst succesvolle basketballand.

## Huidige selectie
| Nr. | Speler           | Lengte | Positie | Geboortedatum     | Geboorteplaats | Club                 |
| --- | ---------------- | ------ | ------- | ----------------- | -------------- | -------------------- |
| 4   | Tanel Tein       | 1.95   | Guard   | 10 januari 1978   | Tartu          | Tartu Ülikool/Rock   |
| 5   | Tanel Sokk       | 1.81   | Guard   | 29 januari 1985   | Tallinn        | BC Kalev/Cramo       |
| 6   | Kristjan Kangur  | 2.02   | Forward | 23 oktober 1982   | Pärnu          | BC Kalev/Cramo       |
| 7   | Valmo Kriisa     | 1.89   | Guard   | 18 mei 1974       | Pärnu          | BC Kalev/Cramo       |
| 8   | Janar Talts      | 2.03   | Forward | 7 april 1983      | Tallinn        | Tartu Ülikool/Rock   |
| 9   | Gregor Arbet     | 1.93   | Guard   | 19 juni 1983      | Tallinn        | BC Kalev/Cramo       |
| 10  | Vallo Allingu    | 2.05   | Center  | 11 januari 1978   | Jõgevamaa      | Tartu Ülikool/Rock   |
| 11  | Tarmo Kikerpill  | 1.96   | Forward | 13 juni 1977      | Elva           | Energa Czarni Slupsk |
| 12  | Kristjan Makke   | 2.05   | Center  | 12 maart 1981     | Kohtla-Järve   | Triobet/Dalkia       |
| 13  | Martin Müürsepp  | 2.05   | Forward | 26 september 1974 | Tallinn        | BC Kalev/Cramo       |
| 14  | Gert Kullamäe(C) | 1.96   | Guard   | 3 juni 1971       | Tallinn        | Tartu Ülikool/Rock   |
| 15  | Martin Viiask    | 2.06   | Forward | 27 april 1983     | Tartu          | BC Kalev/Cramo       |

## Estland tijdens internationale toernooien

### Eurobasket
- Eurobasket 1937: 5e
- Eurobasket 1939: 5e
- Eurobasket 1993: 6e
- Eurobasket 2001: 16e

### Olympische Spelen
- Olympische Spelen 1936: 12e